# Книллинг, Ойген фон
О́йген фон Кни́ллинг (нем. Eugen von Knilling; 1 августа 1865, Мюнхен — 20 октября 1927, Мюнхен) — немецкий политик от партии БНП. Премьер-министр Баварии в период Пивного путча.

## Биография
Изучал юриспруденцию Мюнхенском университете. С 1912 по 1918 годы в правительстве Королевства Бавария занимал должность министра образования. С 1920 по 1922 год входил в состав баварского парламента от партии БНП. В 1922 году был избран премьер-министром Баварии.
В сентябре 1923 года, в разгар политического и экономического кризиса, вызванного последствиями Рурского конфликта, Книллинг объявил режим чрезвычайного положения и назначил на пост генерального комиссара Баварии Густава фон Кара, наделив его почти диктаторскими полномочиями. Дальнейшие события вылились в Пивной путч, в ходе которого Ойген фон Книллинг и члены его правительства были взяты под арест штурмовиками Рудольфа Гесса.
В мае 1924 года, проиграв выборы в ландтаг, вышел в отставку и ушел из политики.